# Adolescenza nera
Adolescenza nera è un singolo del duo italiano Colapesce Dimartino, pubblicato il 24 gennaio 2020 come secondo estratto dall'album in studio I mortali.
Il singolo è stato reso disponibile poco dopo L'ultimo giorno, pubblicato nello stesso giorno.